# Amar Dedić
Amar Dedić, né le 18 août 2002 à Zell am See en  Autriche, est un footballeur international bosnien qui évolue au poste d'arrière droit au SL Benfica.

## Biographie

### En club
Né à Zell am See en Autriche, Amar Dedić est formé par le SK Sturm Graz, puis le Red Bull Salzbourg. Il commence sa carrière avec le club partenaire, le FC Liefering, jouant son premier match en professionnel le 26 juillet 2019, lors de la première journée de la saison 2019-2020 de deuxième division autrichienne, face au SKU Amstetten. Il est titulaire et son équipe s'incline par trois buts à un. Le 1er août 2019, Dedić, alors âgé de 16 ans, signe son premier contrat professionnel avec le club de Salzbourg,.
Le 17 juillet 2020, Dedić prolonge son contrat avec Salzbourg jusqu'en juin 2024.
En juin 2021 il est prêté pour une saison au Wolfsberger AC. C'est avec ce club qu'il découvre la première division autrichienne, le 25 juillet 2021, lors de la première journée de la saison 2021-2022 contre le SK Austria Klagenfurt. Il est titularisé et les deux équipes se neutralisent (1-1). Il marque son premier but dans l'élite le 21 août 2021 contre l'Admira Wacker. Il ouvre le score ce jour-là et son équipe l'emporte par trois buts à zéro,.
Lors de la saison 2022-2023, Dedić participe au sacre de son équipe, le Red Bull Salzbourg étant sacré champion d'Autriche pour la dixième fois de suite, la 17e fois de son histoire. Il s'agit du premier trophée pour le jeune international bosnien.
Le 3 février 2025, Amar Dedić rejoint l'Olympique de Marseille sous la forme d'un prêt jusqu'à la fin de la saison. Le club dispose d'une option d'achat sur le joueur.

### En sélection
De 2018 à 2019, Amar Dedić représente l'équipe de Bosnie-Herzégovine des moins de 17 ans, pour un total de douze matchs joués. Il officie notamment comme capitaine dans cette catégorie d'âge.
Il joue son premier match avec l'équipe de Bosnie-Herzégovine espoirs le 29 mars 2021 contre le Monténégro. Il est titularisé et les deux équipes se neutralisent (2-2). Il marque son premier but avec cette sélection face au Luxembourg le 12 octobre 2021. Il délivre également une passe décisive pour Milan Savić sur l'ouverture du score, et contribue donc grandement à la victoire des siens ce jour-là (0-2 score final).
Amar Dedić est convoqué pour la première fois avec l'équipe nationale de Bosnie-Herzégovine en mars 2022 par le sélectionneur Ivaylo Petev. Il honore sa première sélection avec la Bosnie le 29 mars 2022, contre le Luxembourg. Il est titularisé et son équipe l'emporte par un but à zéro,.

## Statistiques

### En club
| Saison                | Club                          | Championnat           | Championnat | Championnat | Championnat | Coupe nationale | Coupe nationale | Coupe nationale | Coupe de la Ligue | Coupe de la Ligue | Coupe de la Ligue | Supercoupe | Supercoupe | Supercoupe | Compétition(s) continentale(s) | Compétition(s) continentale(s) | Compétition(s) continentale(s) | Compétition(s) continentale(s) | Total | Total | Total |
| Saison                | Club                          | Division              | M.          | B.          | P.d.        | M.              | B.              | P.d.            | M.                | B.                | P.d.              | M.         | B.         | P.d.       | Comp.                          | M.                             | B.                             | P.d.                           | M.    | B.    | P.d.  |
| 2018-2019             | FC Liefering                  | 2.Liga                | 0           | 0           | 0           | -               | -               | -               | -                 | -                 | -                 | -          | -          | -          | -                              | -                              | -                              | -                              | 0     | 0     | 0     |
| 2019-2020             | FC Liefering                  | 2.Liga                | 24          | 2           | 2           | -               | -               | -               | -                 | -                 | -                 | -          | -          | -          | -                              | -                              | -                              | -                              | 24    | 2     | 2     |
| 2020-2021             | FC Liefering                  | 2.Liga                | 26          | 0           | 2           | -               | -               | -               | -                 | -                 | -                 | -          | -          | -          | -                              | -                              | -                              | -                              | 26    | 0     | 2     |
| Sous-total            | Sous-total                    | Sous-total            | 50          | 2           | 4           | -               | -               | -               | -                 | -                 | -                 | -          | -          | -          | -                              | -                              | -                              | -                              | 50    | 2     | 4     |
| 2020-2021             | Red Bull Salzbourg            | Bundesliga            | 0           | 0           | 0           | 1               | 0               | 0               | -                 | -                 | -                 | -          | -          | -          | -                              | -                              | -                              | -                              | 1     | 0     | 0     |
| 2022-2023             | Red Bull Salzbourg            | Bundesliga            | 27          | 1           | 4           | 3               | 2               | 0               | -                 | -                 | -                 | -          | -          | -          | C1+C3                          | 6+2                            | 0                              | 0                              | 38    | 3     | 4     |
| 2023-2024             | Red Bull Salzbourg            | Bundesliga            | 21          | 3           | 5           | 4               | 2               | 0               | -                 | -                 | -                 | -          | -          | -          | C1                             | 6                              | 0                              | 0                              | 31    | 5     | 5     |
| 2024-2025             | Red Bull Salzbourg            | Bundesliga            | 12          | 0           | 3           | 2               | 0               | 1               | -                 | -                 | -                 | -          | -          | -          | C1                             | 11                             | 0                              | 2                              | 25    | 0     | 6     |
| Sous-total            | Sous-total                    | Sous-total            | 60          | 4           | 12          | 10              | 4               | 1               | -                 | -                 | -                 | -          | -          | -          | -                              | 25                             | 0                              | 2                              | 95    | 8     | 15    |
| 2021-2022             | Wolfsberger AC (prêt)         | Bundesliga            | 32          | 2           | 0           | 5               | 1               | 1               | -                 | -                 | -                 | -          | -          | -          | -                              | -                              | -                              | -                              | 37    | 3     | 1     |
| 2024-2025             | Olympique de Marseille (prêt) | Ligue 1               | 10          | 0           | 1           | -               | -               | -               | -                 | -                 | -                 | -          | -          | -          | -                              | -                              | -                              | -                              | 10    | 0     | 1     |
| 2025-2026             | SL Benfica                    | Liga Betclic          | 1           | 0           | 0           | -               | -               | -               | -                 | -                 | -                 | 1          | 0          | 0          | C1                             | 2                              | 0                              | 0                              | 4     | 0     | 0     |
| Total sur la carrière | Total sur la carrière         | Total sur la carrière | 153         | 8           | 17          | 15              | 5               | 2               | -                 | -                 | -                 | 1          | 0          | 0          | -                              | 27                             | 0                              | 2                              | 196   | 13    | 21    |

### En sélection nationale
| Saison                | Sélection             | Phases finales        | Phases finales | Phases finales | Phases finales | Éliminatoires CDM | Éliminatoires CDM | Éliminatoires CDM | Éliminatoires EURO | Éliminatoires EURO | Éliminatoires EURO | Ligue Nations UEFA | Ligue Nations UEFA | Ligue Nations UEFA | Matchs amicaux | Matchs amicaux | Matchs amicaux | Total | Total | Total |
| Saison                | Sélection             | Compétition           | M              | B              | Pd             | M                 | B                 | Pd                | M                  | B                  | Pd                 | M                  | B                  | Pd                 | M              | B              | Pd             | M     | B     | Pd    |
| --------------------- | --------------------- | --------------------- | -------------- | -------------- | -------------- | ----------------- | ----------------- | ----------------- | ------------------ | ------------------ | ------------------ | ------------------ | ------------------ | ------------------ | -------------- | -------------- | -------------- | ----- | ----- | ----- |
| 2021-2022             | Bosnie-Herzégovine    | -                     | -              | -              | -              | -                 | -                 | -                 | -                  | -                  | -                  | -                  | -                  | -                  | 1              | 0              | 0              | 1     | 0     | 0     |
| 2022-2023             | Bosnie-Herzégovine    | -                     | -              | -              | -              | -                 | -                 | -                 | 4                  | 1                  | 0                  | 2                  | 0                  | 1                  | -              | -              | -              | 6     | 1     | 1     |
| 2023-2024             | Bosnie-Herzégovine    | -                     | -              | -              | -              | -                 | -                 | -                 | 6                  | 0                  | 0                  | -                  | -                  | -                  | -              | -              | -              | 6     | 0     | 0     |
| 2024-2025             | Bosnie-Herzégovine    | -                     | -              | -              | -              | 3                 | 0                 | 1                 | -                  | -                  | -                  | 3                  | 0                  | 0                  | 1              | 0              | 0              | 7     | 0     | 1     |
| Total sur la carrière | Total sur la carrière | Total sur la carrière | -              | -              | -              | 3                 | 0                 | 1                 | 10                 | 1                  | 0                  | 5                  | 0                  | 1                  | 2              | 0              | 0              | 20    | 1     | 2     |

## Palmarès
| RB Salzbourg (1)                                                        | Olympique de Marseille                         | Benfica Lisbonne (1)                            |
| ----------------------------------------------------------------------- | ---------------------------------------------- | ----------------------------------------------- |
| - Championnat d'Autriche (1) : - Champion : 2023 - Vice-champion : 2024 | - Championnat de France - Vice-champion : 2025 | - Supercoupe du Portugal (1) - Vainqueur : 2025 |